# Винкс 3Д: Чаробна авантура
Винкс 3Д: Чаробна авантура (итал. Winx Club 3D: Magica Avventura, енгл. Winx Club 3D: Magical Adventure) је италијански авантуристички ЦГИ анимирани филм објављен 29. октобра 2010. године. Ово је наставак филма Магија Винкс: Тајна изгубљеног краљевства. Српску синхронизацију је 2011. године урадио студио Моби, преко синхронизацијске компаније Так. Песме нису синхронизоване. Српска синхронизација је имала премијеру 17. октобра 2011, а објављена је 20. октобра 2011. године. Српска синхронизација има DVD издање у издању Тарамаунт филма. Неке оригиналне улоге из серије су се вратиле, али су улоге много једноставније јер је у синхронизацији учествовало седам глумаца.

## Радња
Радња филма је на Домину, Блуминој планети. Блум живи на планети Домино са својим правим родитељима и учи како да постане права принцеза. Скај ју је напокон запросио и цела магична димензија прича о томе. Њене другарице из Винкс Клуба одлазе да је посете. Сви су срећни због предстојећег венчања, осим Скајевог оца краља Ерендора. Он крије тајну и не жели да се Скај ожени принцезом Домина. За то време три древне вештице су заједно са триксима уништиле сву добру магију из дрвета живота, али један део нису могли. То је тајна коју Ерендор крије. Винкс и мајстори магије крећу у магични град на Ераклијону како би открили тајну и спасили магију.

## Улоге
| Име лика    | Глас               |
| ----------- | ------------------ |
| Блум        | Моли С. Куин       |
| Флора       | Алејандра Реиносон |
| Стела       | Ејми Грос          |
| Мјуза       | Роми Дамес         |
| Техна       | Морган Декер       |
| Лејла       | Кеке Палмер        |
| Скај        | Мат Хивели         |
| Брендон     | Адам Грегори       |
| Ривен       | Сем Риегел         |
| Тими        | Чарли Схлатед      |
| Хилио       | Давид Фаустино     |
| Набу        | Вил Благрове       |
| Ајси        |                    |
| Дарси       |                    |
| Сторми      |                    |
| Локет       |                    |
| Диџит       |                    |
| Чата        |                    |
| Тјун        |                    |
| Фарагонда   |                    |
| Грифин      |                    |
| Гризелда    |                    |
| Мајк        |                    |
| Ванеса      |                    |
| Дафни       |                    |
| Орител      |                    |
| Мерион      |                    |
| Ерендор     |                    |
| Беладона    |                    |
| Тарма       |                    |
| Лислис      |                    |
| Новинарка   |                    |
| Служавка #1 |                    |
| Служавка #2 |                    |
| Служавка #3 |                    |